# Ramaria flavoalba
Ramaria flavoalba är en svampart som beskrevs av Corner 1950. Ramaria flavoalba ingår i släktet Ramaria och familjen Gomphaceae.   Inga underarter finns listade i Catalogue of Life.